# David Taylor (Basketballspieler)
David Anthony Taylor (* 9. Januar 1995 in Bayreuth) ist ein deutscher Basketballspieler.

## Laufbahn
Taylor wurde als Sohn des aus den Vereinigten Staaten stammenden ehemaligen Basketballprofis Derrick Taylor und einer deutschen Mutter in Bayreuth geboren. Er wuchs in Eckersdorf auf und ging in Bayreuth zur Schule. Taylor spielte in der Jugend für den BBC Bayreuth und zwischen 2010 und 2012 zusätzlich für den Nürnberger BC, für den er in der Saison 2011/12 acht Begegnungen in der 2. Bundesliga ProA bestritt. 2012/13 trug er das Trikot des TSV Breitengüßbach.
2013 ging Taylor ins Heimatland seines Vaters, um an der University of the Pacific im Bundesstaat Kalifornien ein Studium aufzunehmen und in der Basketballmannschaft der Hochschule seine Leistungssportkarriere fortzuführen. Bis 2017 kam er für die Hochschulmannschaft in 109 Spielen zum Einsatz und erzielte dabei im Durchschnitt 5,0 Punkte.
Im Juni 2017 wurde er zum BBL-Aufsteiger Oettinger Rockets nach Gotha beziehungsweise Erfurt geholt. In 21 Bundesliga-Einsätzen im Hemd der Thüringer erzielte er im Durchschnitt 2,6 Punkte je Begegnung. Am Ende der Saison 2017/18 stieg Taylor mit der Mannschaft aus der ersten Liga ab. Er blieb anschließend in Erfurt und spielte für die neugegründeten Basketball Löwen Erfurt in der 2. Bundesliga ProB. Mit 17,5 Punkten pro Spiel war Taylor in der Saison 2018/19 bester Korbschütze der Erfurter Mannschaft.

### Nationalmannschaft
Taylor nahm als Mitglied der deutschen U16-Nationalmannschaft an den Europameisterschaftsturnieren 2010 und 2011 teil. 2012 nahm er mit der U18-Auswahl des Deutschen Basketball Bundes am Albert-Schweitzer-Turnier sowie an der EM teil.

## Sonstiges
Im Jahr 2019 nahm er an der sechsten Staffel der Fernsehsendung Die Bachelorette teil.